# Fianoniella compressa
Fianoniella compressa là một loài tò vò trong họ Ichneumonidae.